# Лессар-э-ле-Шен
Лесса́р-э-ле-Шен (фр. Lessard-et-le-Chêne) — коммуна во Франции, находится в регионе Нижняя Нормандия. Департамент коммуны — Кальвадос. Входит в состав кантона Лизьё 3-й кантон. Округ коммуны — Лизьё.
Код INSEE коммуны — 14362.

## Население
Население коммуны на 2010 год составляло 154 человека.
| 1962 | 1968 | 1975 | 1982 | 1990 | 1999 | 2010 |
| ---- | ---- | ---- | ---- | ---- | ---- | ---- |
| 259  | 255  | 202  | 189  | 176  | 175  | 154  |

## Экономика
В 2010 году среди 112 человек трудоспособного возраста (15—64 лет) 87 были экономически активными, 25 — неактивными (показатель активности — 77,7 %, в 1999 году было 74,8 %). Из 87 активных жителей работали 83 человека (45 мужчин и 38 женщин), безработных было 4 (1 мужчина и 3 женщины). Среди 25 неактивных 13 человек были учениками или студентами, 6 — пенсионерами, 6 были неактивными по другим причинам.